# ایتربک
ایتربک (به آلمانی: Itterbeck) یک شهر در آلمان است که در گرافشافت بنتهایم واقع شده‌است. ایتربک  ۱٬۷۷۷ نفر جمعیت دارد.